# Tambusai Barat
Tambusai Barat is een bestuurslaag in het regentschap Rokan Hulu van de provincie Riau, Indonesië. Tambusai Barat telt 4399 inwoners (volkstelling 2010).